# グラン・ジュテ 私が跳んだ日
『グラン・ジュテ 私が跳んだ日』（グランジュテわたしがとんだひ）は、NHK Eテレで2009年10月3日から2013年3月30日まで放送されたドキュメンタリー番組である。

## 概要
30代の輝いている女性をスポットを当て、生き方やターニングポイントに迫る。「グラン・ジュテ」とはバレエ用語で「跳躍」を意味し、視聴者へ新たな一歩を踏み出すヒントを伝える。インタビュー番組の側面が強い。
2009年8月26日におしゃれ工房のスペシャル版として放送し、レギュラーとして同年10月3日から12月19日まで毎週土曜日に放送された。3か月のブランクを経て、2010年3月29日から9月20日まで再レギュラーとして毎週月曜日に放送された。さらに、6か月のブランクを経て、2011年3月31日から毎週木曜日にレギュラー放送することになった。2013年3月30日に番組は終了した。

## 放送時間
2009年
- 2009年10月3日 - 2009年12月19日
- 本放送：土曜日 23:25 - 23:55
- 再放送：土曜日（翌週） 12:00 - 12:30

2010年
- 2010年3月29日 - 2010年9月20日
- 本放送：月曜日 11:30 - 11:55
- 再放送：月曜日 21:30 - 21:55
  - 他にNHK-BS2 火曜日 3:30 - 3:55

2011年
- 2011年3月31日 - 2012年3月29日
- 本放送：木曜日 22:25 - 22:50
- 再放送：木曜日 10:30 - 10:55

2012年
- 2012年4月7日 - 2013年3月30日
- 本放送：土曜日 22:25 - 22:50
- 再放送：火曜日 10:30 - 10:55

## ゲスト

### 2009年
| 回数 | 放送日               | ゲスト                                                                                    |
| ---- | -------------------- | ----------------------------------------------------------------------------------------- |
| 1    | 10月3日 （12月26日） | 山口絵理子（バッグブランド社長） 北村千里（パン職人）                                     |
| 2    | 10月10日             | 大津愛梨（農業家） 高木文生（酪農）                                                       |
| 3    | 10月17日 （8月26日） | 根本きこ（フードコーディネーター） 古谷千佳子（海人写真家）                               |
| 4    | 10月24日             | 金子エミ（パーツモデル・パーツ美容研究家） 村冨満世（津軽三味線奏者）                     |
| 5    | 10月31日             | 野口あゆみ（伊勢志摩バリアフリーツアーセンター事務局長） 河部眞弓（結まーるプラス理事長） |
| 6    | 11月7日              | 花千代（フラワー・デザイナー） 清水繭子（染織家）                                         |
| 7    | 11月14日             | 細貝里枝（バルーンアーティスト） 宮崎雅代（トピアリー作家）                               |
| 8    | 11月21日             | 野田満里子（シューズクリエイター） 湯本清美（女性バーテンダー）                           |
| 9    | 11月28日             | 加藤ユカリ（小児科医） 長谷川清美（豆類販売業）                                           |
| 10   | 12月5日              | 井原慶子（レーシングドライバー）                                                          |
| 11   | 12月12日             | 相澤晶子（杜氏） 坂井美雪（プロ・ビリヤードプレイヤー）                                   |
| 12   | 12月19日             | 堀木エリ子（和紙クリエイター）                                                            |

### 2010年
| 回数 | 放送日              | ゲスト                                     |
| ---- | ------------------- | ------------------------------------------ |
| 1    | 3月29日 （7月19日） | SHIHO（モデル）                            |
| 2    | 4月5日              | 富樫直美（助産師ボクサー）                 |
| 3    | 4月12日             | 光幡由佳（授乳服ブランド代表）             |
| 4    | 4月19日             | 清川あさみ（テキスタイルデザイナー）       |
| 5    | 4月26日 （7月26日） | 豊田雅子（空き家再生NPO代表）              |
| 6    | 5月3日 （8月2日）   | 谷あゆみ（ばんえい競馬調教師）             |
| 7    | 5月10日             | 豆千代（モダン着物デザイナー）             |
| 8    | 5月17日 （8月9日）  | 中山由起枝（クレー射撃選手）               |
| 9    | 5月24日 （8月16日） | 岩下江美佳（東京染小紋 伝統工芸士）        |
| 10   | 5月31日             | 平岡さつき（デコデニスト）                 |
| 11   | 6月7日              | 坂東未来（藍せっけんメーカー社長）         |
| 12   | 6月14日             | 白木夏子（エシカルジュエラー）             |
| 13   | 6月21日             | 吉野朝子（新生児訪問看護ステーション所長） |
| 14   | 6月28日             | 高柳友子（日本介助犬協会事務局長）         |
| 15   | 7月5日              | イ・キョンオク（ポジャギ作家）             |
| 16   | 7月12日             | 岸平典子（ワイン醸造家）                   |
| 17   | 8月30日             | 山倉千賀子（ゲームソフト会社社長）         |
| 18   | 9月6日              | 矢嶋文子（青果店店主）                     |
| 19   | 9月13日             | 分山貴美子（口笛奏者）                     |
| 20   | 9月20日             | いがらしろみ（菓子研究家）                 |

### 2011年
| 回数 | 放送日   | ゲスト                               |
| ---- | -------- | ------------------------------------ |
|      | 11月3日  | 木村多江（女優）                     |
|      | 12月22日 | かの香織（ミュージシャン）           |
|      | 2月2日   | 岩瀬香奈子（ネイルサロン経営）       |
|      | 2月9日   | 権堂光枝（保育園経営者）             |
|      | 2月16日  | 張香理（認定遺伝カウンセラー）       |
|      | 2月23日  | 堀知佐子（レストランオーナーシェフ） |
|      | 3月1日   | 深澤里奈子（旅館女将）               |
|      | 3月8日   | 遠藤幹子（建築家・空間デザイナー）   |
|      | 3月15日  | 中田真由美（キャンドルディレクター） |
|      | 3月22日  | 岡本友紀（鍛冶職人）                 |
|      | 3月29日  | 木村多江（女優）                     |

### 2012年
| 回数 | 放送日                     | ゲスト                                     |
| ---- | -------------------------- | ------------------------------------------ |
| 1    | 4月7日                     | 中林美和（モデル）                         |
| 2    | 4月14日 （8月11日）        | 上田理恵子（ワーキングマザー支援会社社長） |
| 3    | 4月21日 （6月30日）        | 樫木裕実（ボディメイクトレーナー）         |
| 4    | 4月28日                    | 大塚弓子（医療リンパドレナージセラピスト） |
| 5    | 5月5日                     | 橘ジュン（フリーペーパー編集長）           |
| 6    | 5月12日 （9月15日）        | 南小百合（バルーンパフォーマー）           |
| 7    | 5月19日 （7月28日）        | 何森亜由美（乳腺専門医）                   |
| 8    | 5月26日                    | ナナ・ジェントル（ゴスペル教室代表）       |
| 9    | 6月2日                     | 梶原加奈子（テキスタイルデザイナー）       |
| 10   | 6月9日                     | 清野玲子（カフェプロデューサー）           |
| 11   | 6月16日 （8月18日）        | 亀恭子（スタイリスト）                     |
| 12   | 6月23日                    | 大島由加里（アクションコーディネーター）   |
| 13   | 7月7日 （10月13日）        | 上野砂由紀（ガーデンデザイナー）           |
| 14   | 7月14日                    | 大島花子（シンガーソングライター）         |
| 15   | 7月21日 （12月22日）       | 蒼山日菜（切り絵作家）                     |
| 16   | 8月4日                     | 村治佳織（ギタリスト）                     |
| 17   | 8月25日                    | 大島衣恵（能楽シテ方）                     |
| 18   | 9月1日                     | 吉岡マコ（産後セルフケアインストラクター） |
| 19   | 9月8日                     | 重野由紀（囲碁棋士）                       |
| 20   | 9月22日                    | 大木麻梨子（日本舞踊家）                   |
| 21   | 9月29日 （12月29日）       | やなせなな（僧侶・シンガーソングライター） |
| 22   | 10月6日                    | 箱崎加奈子（獣医師）                       |
| 23   | 10月20日                   | 今村久美（「NPOカタリバ」代表）            |
| 24   | 10月27日                   | 吉澤美智子（フレンチ オーナーシェフ）      |
| 25   | 11月3日                    | 佐々木亜希子（活動弁士）                   |
| 26   | 11月10日                   | 藤岡美樹（酒造家）                         |
| 27   | 11月17日                   | 藤田ゆみ（暮らしかた教室主宰）             |
| 28   | 11月24日 （2013年2月9日）  | 高杉奈緒子（バイクレーサー）               |
| 29   | 12月1日 （2013年1月26日）  | 森田優子（ファシリティドッグ ハンドラー）  |
| 30   | 12月8日 （2013年3月9日）   | 小島希世子（農家）                         |
| 31   | 12月15日 （2013年3月16日） | 関西佳子（鉄道会社社長）                   |
| 32   | 2013年 1月5日              | 一本木えみこ（美容家）                     |
| 33   | 1月12日                    | 森ルイ（カフェ経営者）                     |
| 34   | 1月19日                    | 諏訪貴子（町工場社長）                     |
| 35   | 2月2日                     | 今奈良恵（温泉女将）                       |
| 36   | 2月16日                    | 鈴木麻弓（写真家）                         |
| 37   | 2月23日                    | 夢ら丘実果（絵本作家・画家）               |
| 38   | 3月2日                     | 伊藤羽仁衣（ウエディングドレスデザイナー） |
| 39   | 3月23日                    | ウール琴子（死化粧師）                     |
| 40   | 3月30日                    | 原千晶（女優） 大橋トリオ（歌手・音楽家）  |

## ナレーション
- 遠藤憲一
- 杉本哲太
- 白井晃
- Jennifer Julien（ジェニファー・ジュリアン）（フランス語部分）
- 渡辺篤史
- 佐野史郎
- 田中哲司